# Marie-Thérèse Eyquem
Marie-Thérèse Eyquem (6 de setembro de 1913 - 8 de agosto de 1978) foi uma notória teórica francesa e líder desportiva feminino. Ela fez parte do Departamento de Desportos Femininos, da Federação de Desportos da França e da Federação Católica Internacional de Educação Física e Desportiva. Ela envolveu-se mais na vida pública e política no início dos anos 1960. Era uma activista feminista e executiva do Partido Socialista Francês, sendo também conhecida pela sua obra literária.
Eyquem morreu em Égletons no dia 8 de agosto de 1978, aos 64 anos. Ela recebeu postumamente a Ordem Olímpica de prata em 1983.